# كأس الكؤوس الأوروبية 1985–86
كأس الكؤوس الأوروبية 1985–86 هو الموسم 26 من  كأس الكؤوس الأوروبية. أقيم خلال الفترة 18 سبتمبر 1985 وحتى 2 مايو 1986، والذي يشرف على تنظيمه الاتحاد الأوروبي لكرة القدم، وكان عدد الأندية المشاركة فيه  32، وفاز فيه دينامو كييف.

## نتائج الموسم
| المركز | فريق        | لعب | ف | ت | خ | له | عليه | ف.أ | نقاط | ملاحظة |
| ------ | ----------- | --- | - | - | - | -- | ---- | --- | ---- | ------ |
|        | دينامو كييف |     |   |   |   |    |      |     |      |        |